# Shadrach-Amie Nsoni
Shadrach-Amie Nsoni (født 23. januar 1998) er en congolesisk håndboldspiller, med rødder i Vrå, der spiller for Skive fH.